# Jaglika Adžić
Jaglika Adžić (serbisk kyrilliska: Јаглика Аџић; kyrkslaviska: Ꙗглика Аджичъ), född år 1926 i Plužine i dåvarande Kungariket Jugoslavien, död den 6 juni 1943 i Plužine, var en serbisk flicka som är ett helgon och martyr i den Serbisk-ortodoxa kyrkan.

## Biografi
Adžić föddes av Stoja och Krsto Adžić och var det andra barnet av åtta. Hon blev döpt i Piva.
Den 6 juni 1943 blev en hydda med 60 personer nedbränd av den nazityska Waffen-SS-divisionen 7. SS-Freiwilligen-Gebirgs-Division Prinz Eugen, som bestod av tyskar och personer från den kroatiska ultranationalistiska organisationen Ustaša. Bland dem som fanns i hyddan var Adžićs föräldrar samt hennes bröder, vilket var tvåårige Dušan, tvååriga Momčilo och åttaåriga Milorad.
Adžić lyckades fly till skogen eftersom hon var med i en grupp av människor från Pivlja. Men när skrik från hennes bröder hördes bestämde hon sig för att återvända för att försöka vara med hennes familj och de andra offren. Enligt berättelser från vittnen beordrade en tysk officerare två soldater att förhindra Adžić att gå in i elden genom att hålla fast hennes händer. Men hon lyckades slita sig loss från soldaterna och tillslut gick Adžić rakt in i den brinnande hyddan, vilket då ledde till hennes död. Adžić blev 17 år gammal.

## Övrigt
I Montenegros huvudstad Podgorica finns en gata som är uppkallad efter Adžić samt en förskola i Plužine, där hon föddes.